# Baijnath (Himachal Pradesh)
Bajinath és una vila de l'Índia al districte de Kangra a Himachal Pradesh, a uns 15 km de Palampur, famosa pels seus temples. Està situada a 32° 03′ N, 76° 39′ E / 32.05°N,76.65°E a la riba del riu Binwa (antic Binduka) afluent del Beas. La població el 1901 era de 6.555 habitants i no es disposa de dades recents.
Els temples de Baijnath dedicats a Xiva Vaidyanath (Senyor dels Metges) són del segle xiii construït vers 1204 (inicialment es van datar erroniàment al segle ix) per dos mercaders de noms Ahuka i Manyuka. La ciutat portava el nom antigament de Kiragrama, i el nom actual va derivar del temple. Les inscripcions en caràcters sarada, corresponen als rages de Kiragama que foren feudataris dels reis de Jalandhara o Trigartta. Algun dels temples va quedar damnat pel terratrèmol de 4 d'abril de 1905 però ha estat arranjat.